# Peștera Pierre Saint-Martin
Peștera Pierre Saint-Martin este o peșteră situată în Pyrénées-Atlantiques, Franța.

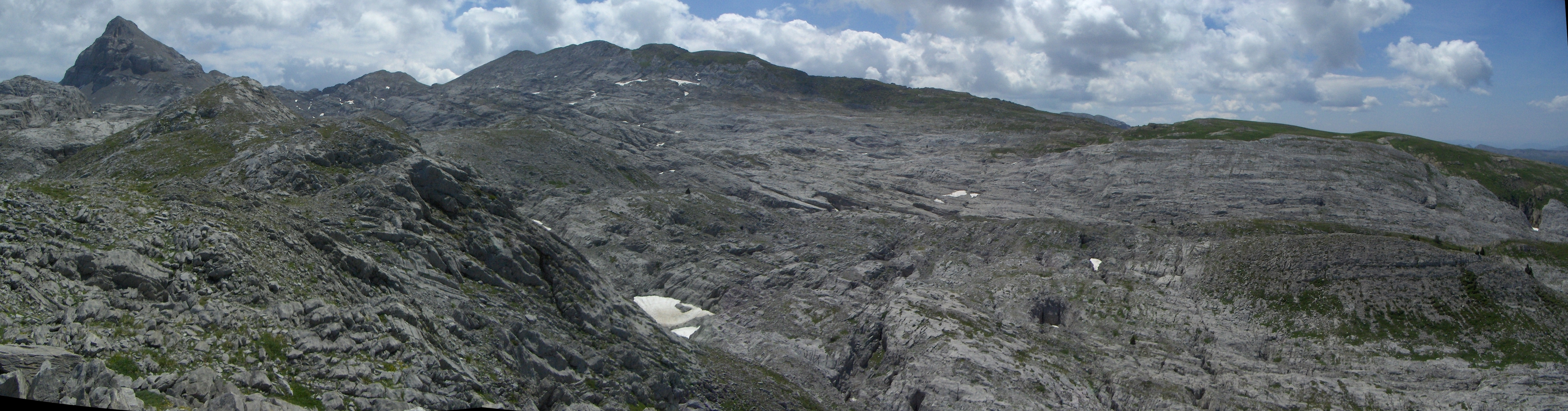
Carstice din Pierre Saint-Martin.

## Istoria
A fost explorată de Eugene Fournier și Edouard-Alfred Martel la sfârșitul secolului al XIX-lea. Zona a devenit celebră cu descoperirea primei intrări în peșteră, în 1950, de către George Lepine.
În 1951, verticala de 320 de metri, cea mai mare din lume la momentul respectiv, este coborâtă de George Lepine, Loubens Marcel și Tazieff Harun, în timpul unei expediții conduse de fizicianul Max Cosyns.
În 1952, o expediție de magnitudine mare, la care participă Harun Tazieff, se transformă în tragedie: o clemă de cablu este deșurubată și Marcel Loubens cade de la 15 metri în timpul ascensiunii sale și moare. Corpul este îngropat acolo, și va fi adus la suprafață doar 2 ani mai târziu. Drama este retransmisă de către presa mondială și va fi narată de către Tazieff în cartea sa. O placă în partea de jos a peșterii comemorează tragedia. Epitaful lui Marcel Loubens va fi inscripționat de Jacques Labeyrie, membru al echipei care a încercat totul pentru a-l salva pe Loubens.
În 1953, imensa sală Verna (255 × 245 × 180 m), a fost descoperită de către speologii din Lyon. Compania EDF în 1956 a început un tunel pentru a ajunge la această cameră, în scopul de a efectua o captură hidraulică, proiectul a fost abandonat la momentul respectiv, apoi reluat în 2006.
În 1966 a fost înființată Asociația pentru Cercetare Internațională de Speologie Pierre Saint-Martin,  în scopul de a coordona diferitele cercetări.
În 2006, a fost reluată construcția unui stăvilar. Acesta a fost început în 1950, atunci proiectul a fost abandonat din cauza râului subteran care nu a furnizat un debit adecvat.
Proiectul a fost preluat de SHEM (Hydro Electric Company din Sud, o fostă filială a SNCF, astăzi Grupul SUEZ). O priză de apă a fost construită în amonte de Sala Verna. Noul proiect urmărește, de asemenea, scopul de a pregăti situl pentru o deschidere posibilă pentru public.
Acest baraj hidroelectric subteran de la Verna la Sainte Engrâce (Pyrénées-Atlantiques), cu o capacitate de 4 megawați a fost pus în funcțiune la 02 aprilie 2008.
Marți 5 august 2008, abisul de acțiuni (-1122 m, 24 km) este conectat la rețeaua de la Pierre-Saint-Martin de joncțiune cu abisul de Pourtet (M31) 6. Cu acest nod, Complexul Pierre-Saint-Martin - abisul de acțiuni depășește în 2008 82 de kilometri în 1410 metri de ascensiune.

## Geografia

### Particularitate
Peștera Pierre Saint-Martin era considerată în 1978 cea mai adâncă peșteră din lume (1332 m) și peștera cu cel mai adânc aven din lume (700 m).